# Al-Katib al-misri
Die ägyptische Zeitschrift al-Katib al-misri (arabisch الكاتب المصري, DMG al-Kātib al-miṣrī ‚„Der ägyptische Schriftsteller“‘) erschien monatlich von 1945 bis 1948 in Kairo. Sie wurde ursprünglich vom ägyptischen Druck- und Verlagsunternehmen der jüdischen al-Harari Familie gegründet, die Taha Hussein (1889–1973) mit der Leitung beauftragten. Die Zeitschrift erschien in insgesamt 32 Ausgaben und war in zahlreichen arabischen Großstädten erhältlich.
Ihr Hauptaugenmerk lag auf der Veröffentlichung internationaler Literatur und Literaturkritik, die ins Arabische übersetzt wurde und so einer breiteren Leserschaft zugänglich gemacht werden konnte. Sowohl arabische als auch nicht-arabische Kunst, Literatur und Wissenschaft sollten gefördert und ein Dialog zwischen dem Arabischen und anderen Sprachen hergestellt werden.
Als eines der ersten Nachkriegsmagazine wollte al-Kātib al-miṣrī zudem seine Vision der Aufklärung für alle zugänglich machen und den gegenseitigen kulturellen Austausch fördern. „Literatur sollte über alle weltweit herrschenden Konflikte gehoben werden.“
Es erschienen arabische Übersetzungen, u. a. von Werken Antoine de Saint-Exupérys oder Jean-Paul Sartre, Texte vielversprechender neuer arabischer Autoren sowie Literaturkritiken, die auch eine Einführung westlicher Autoren, wie James Joyce oder Franz Kafka, boten. Zwei weitere Rubriken diskutierten zudem ausführlich die Inhalte und Ausrichtungen arabischer und europäischer Zeitschriften der damaligen Zeit.
Im Jahr 1948 wurde die Herausgabe der Zeitschrift eingestellt, wobei unklar ist, ob dies freiwillig oder auf Druck der Regierung geschah.